# Mário Marquez
Mário Marquez OFMCap (* 23. November 1952 in Luzerna, Santa Catarina) ist ein brasilianischer Ordensgeistlicher und römisch-katholischer Bischof von Joaçaba.

Wappen von Mário Marquez.

## Leben
Mário Marquez trat der Ordensgemeinschaft der Kapuziner bei und legte am 22. Februar 1976 die Profess ab. Der Bischof von Ponta Grossa, Geraldo Claudio Luiz Micheletto Pellanda CP, weihte ihn am 6. Januar 1980 zum Diakon und er empfing am 22. November 1980 die Priesterweihe.
Papst Benedikt XVI. ernannte ihn am 31. Mai 2006 zum Weihbischof in Vitória und Titularbischof von Nasai. Die Bischofsweihe spendete ihm der Erzbischof von Vitória, Luiz Mancilha Vilela SSCC, am 6. August desselben Jahres; Mitkonsekratoren waren João Bráz de Aviz, Erzbischof von Brasília, und Augustinho Petry, Weihbischof im Militärordinariat Brasiliens. Als Wahlspruch wählte er VIVER E ANUNCIAR O EVANGELHO.
Am 22. Dezember 2010 wurde er zum Bischof von Joaçaba ernannt und am 19. Februar 2011 in der Kathedrale Santa Teresinha in das Amt eingeführt.